# La Plus Belle Soirée de ma vie
Pour plus de détails, voir Fiche technique et Distribution.
La plus belle soirée de ma vie (titre original : La più bella serata della mia vita) est un film de procès italien réalisé par Ettore Scola, sorti en 1972.
Ce film est une adaptation du roman La Panne écrite par Friedrich Dürrenmatt en 1958.
Le film suit le dottore Rossi (en fait un patron-voyou et escroc italien qui vient déposer en Suisse 100 millions de lires) qui est attiré par une superbe jeune femme à motocyclette qu’il suit sur des routes escarpées de montagne. Sa Maserati tombe en panne. Il arrive alors dans le château d'un comte âgé, ancien magistrat, pour téléphoner. Le comte propose au docteur Rossi de passer la soirée avec lui et trois amis (deux ex-magistrats et un greffier) et de participer à un jeu de rôle. Le jeu consistera à faire le procès de Rossi, et sa vie sera passée au crible.

## Synopsis
Alfredo Rossi se rend d’Italie en Suisse à bord de sa coûteuse Maserati Indy pour placer en fraude une importante somme d'argent dans une banque qui, cependant, vient juste de fermer lorsqu'il arrive enfin. Il est donc contraint de repartir avec l’argent mais sa voiture est bloquée par une moto mal garée. La propriétaire, une séduisante et mystérieuse motarde casquée, arrive en combinaison de cuir noir, mais ne daigne pas engager la conversation et s'éloigne sur sa moto. Alfredo ne s’avoue pas vaincu, monte dans sa puissante voiture et commence à la poursuivre jusqu'à une route perdue au milieu des montagnes où sa voiture s'arrête soudainement en raison d'une panne de moteur bizarre et inexplicable. Alfredo se rend à un château voisin pour téléphoner à un dépanneur. Là il apprend que le propriétaire est un comte et que lui et trois de ses amis, deux anciens magistrats à la retraite et un greffier, ont l’habitude de faire des simulacres de procès de personnages historiques célèbres. Alfredo est alors invité à rester mais, dans un premier temps, il pense refuser de participer à leur jeu. Les dépanneurs lui rapportent sa voiture - elle fonctionne en fait très bien -  et Alfredo, qui s'apprête à repartir, retourne au château pour remercier et faire ses adieux au comte et à ses amis quand il est arrêté par la vision de la serveuse du château, Simonetta, nue se séchant les cheveux. Il décide de rester, se faisant héberger dans la chambre où Napoléon Bonaparte a dormi.
Au cours d’un dîner copieux et raffiné, arrosé de nombreux vins rares, le procès commence et, sous les questions pressantes des trois, se dessine peu à peu la vacuité morale d'Alfredo. S'il s'agit au début de choses anodines, comme se targuer du titre de docteur alors qu'il n'a reçu au contraire qu'une éducation très sommaire, on passe ensuite aux demandes d'explications sur l'origine de sa richesse notoire et de son train de vie dispendieux. Alfredo, presque fier, avoue naïvement qu'il a réussi, alors qu'il n'était encore qu'un simple vendeur pour une entreprise, à se faire bien voir des patrons de la maison mère américaine et, après avoir séduit la femme de son patron en Italie, à prendre la place de ce dernier lorsqu’il décéda prématurément d'une crise cardiaque. Cela conduit le procureur à accuser Alfredo de meurtre. Lors du réquisitoire il le décrit comme un homme rusé et déterminé, capable de tout pour sortir de ses origines modestes, et il requiert la peine maximale.
Alfredo, flatté par ce discours qui valorise sa figure d’arriviste, le félicite tandis qu'il est totalement dépité par la plaidoirie de son avocat qui requiert son acquittement pur et simple en faisant valoir que sa petitesse et son incapacité ne l’ont conduit à réussir que sur un coup de chance. Après une brève pause, le tribunal prononce le verdict : Alfredo est condamné à mort. Au début la mise en scène est si vraisemblable qu’Alfredo prend vraiment peur, mais ensuite il se rappelle, pour se rassurer, que ce n'est qu'un jeu. Dans la nuit, après avoir obtenu de Simonetta la promesse de réaliser son dernier souhait, faire l'amour avec elle, Alfredo s'endort et fait un cauchemar où il est traîné par la belle et mystérieuse motocycliste à l’échafaud.
Au réveil il reproche à la serveuse de n’avoir pas tenu sa promesse, prend congé et se rend compte qu'il a été invité dans un hôtel quand on lui présente l’addition, très salée et détaillée, pour la prestation qui inclut le faux procès. Un spectacle folklorique est donné en son honneur, et un parchemin avec ses aveux lui est offert en souvenir. En quittant le château il tombe sur la mystérieuse motarde en combinaison noire et se remet à la suivre, jusqu'à ce qu'à l’approche d'un pont en construction le rouleau coincé sous la pédale de frein l'empêche de freiner, et il tombe dans le ravin. Dans sa chute il découvre que la séduisante motarde, enlevant son casque, n'était autre que la belle serveuse du château.

## Fiche technique
- Titre : La Plus Belle Soirée de ma vie
- Titre original : La più bella serata della mia vita
- Réalisation : Ettore Scola
- Scénario : Ettore Scola et Sergio Amidei d'après le roman La Panne de Friedrich Dürrenmatt
- Musique : Armando Trovajoli
- Photographie : Claudio Cirillo
- Montage : Raimondo Crociani
- Production : Dino De Laurentiis
- Sociétés de production : Produzioni De Laurentiis International Manufacturing Company, Columbia Films (coproduction)
- Pays d'origine :  Italie
- Tournage : le film a été tourné du 10 juillet 1972 au 10 octobre 1972
- Format : Couleur - 35 mm
- Genre : Comédie
- Durée : 106 minutes
- Dates de sortie : 
  - Italie : 22 décembre 1972
  - France : 28 mars 1979

## Distribution
- Alberto Sordi : le dottor Alfredo Rossi VF : Aldo Maccione
- Michel Simon : le procureur Zorn
- Pierre Brasseur : le comte de La Brunetière, avocat de la défense
- Charles Vanel : le juge Dutz
- Claude Dauphin : le greffier Buisson
- Janet Ågren : la belle Simonetta (motocycliste et serveuse)
- Giuseppe Maffioli : le bourreau Pilet
- Hans-Jürgen Ballmann et Dieter Ballmann : les jumeaux mécaniciens

## Autour du film
C'est le dernier film de Pierre Brasseur, qui est mort au cours du tournage. Claude Dauphin a relaté ce tournage dans son livre Les Derniers Trombones.
La durée du film devait être plus longue, et la mort de Pierre Brasseur entraîna la suppression de plusieurs scènes. Dans le film, deux séquences importantes (lors du repas) sont tournées avec une doublure. La scène finale qui devait voir le retour de Simonetta, la belle femme à moto, rapportant le sac contenant l'argent de l'Italien au comte, qui devait la féliciter ironiquement, ne sera pas tournée. La fin du film montrera Simonetta regardant sans commentaire l'Italien qui la suivait avec sa voiture faire une sortie de route et se tuer en tombant d'une falaise dans une rivière de montagne. Durant le film l'état de santé défaillant de Pierre Brasseur est très visible. Dans la V.F. Brasseur est d'ailleurs doublé, contrairement à Dauphin ou Vanel.
Ettore Scola voulait réaliser un film d'une durée de 2 h 20, mais avec le décès de Pierre Brasseur le film passera à 1 h 46. L'ordre du casting fut aussi bouleversé : Pierre Brasseur devait être le second acteur principal. Il sera finalement à égalité avec Charles Vanel et Michel Simon, Alberto Sordi se retrouvant, lui, premier rôle. La fin du film devint ainsi compliquée et brutale pour le spectateur, de sorte qu'on ne comprend pas toujours le message ni la morale à tirer de cette sombre histoire. C'est aussi ce qui rend ce film rare, peu visible à des heures de grande audience, mais plutôt diffusé à des horaires volontiers confidentiels.

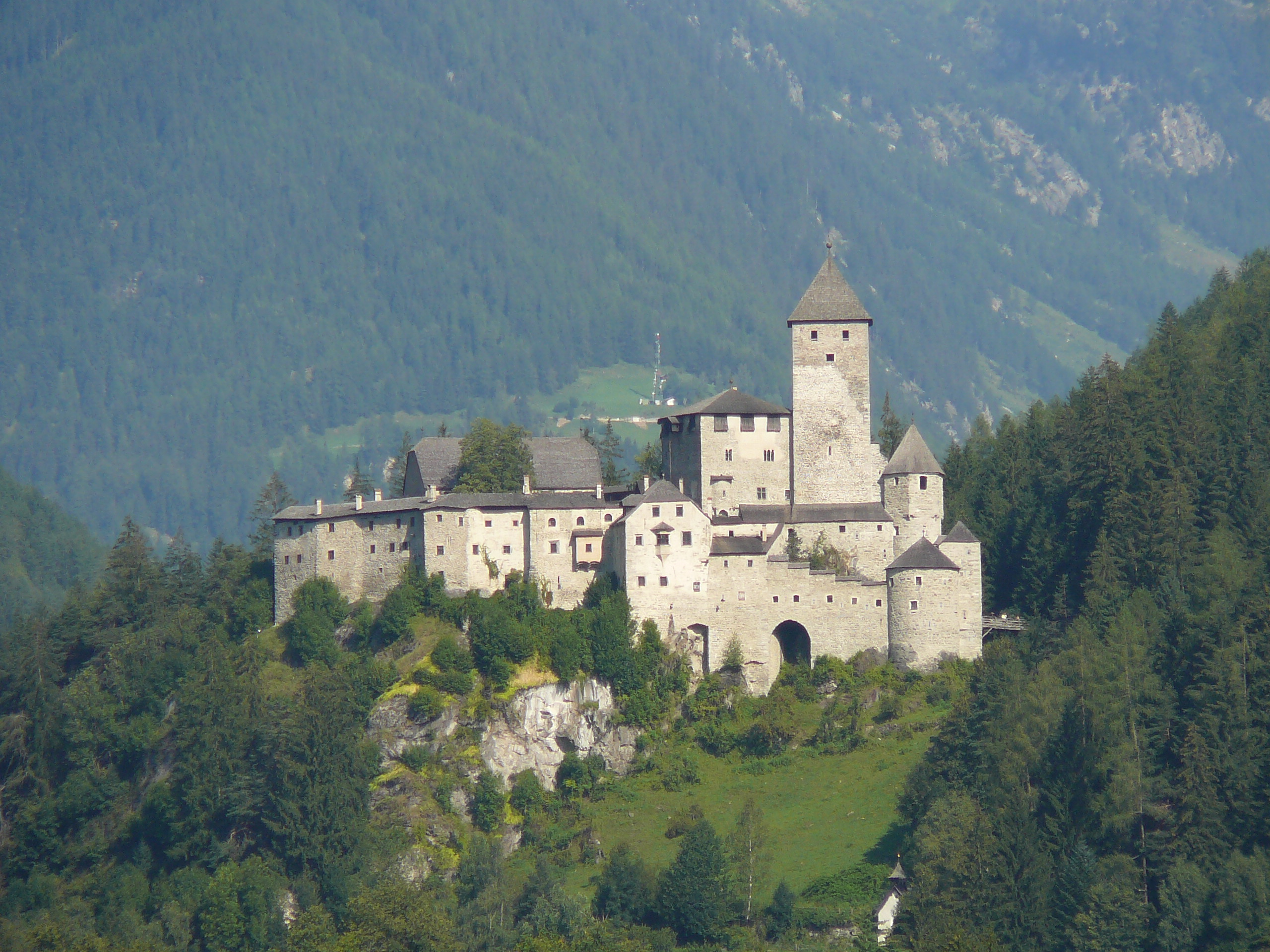
Castello di Tures, Vallée Aurina, Haut-Adige.

Le film a été tourné au château médiéval de Tures (it) (province autonome de Bolzano, Italie du Nord)

## Diffusion
Le film a été diffusé par Arte le 21 avril 2014 à 22h30. Selon le guide TV d'Arte : « La saveur de ce film trop rare repose sur un mélange subtilement dosé de noirceur et de comique, où la justice parodique rendue par les quatre délicieux vieillards devient l’instrument d’une impitoyable vérité humaine. Secondé par ses formidables acteurs, Ettore Scola maintient avec maestria l’incertitude du spectateur, partagé jusqu’au bout entre le rire et l’effroi. Le bonheur de voir réunis ces cinq grands comédiens demeure, lui, inaltérable. »